# Nothing in the Dark
Nothing in the Dark este episodul 81 al serialului american Zona crepusculară, difuzat inițial pe 5 ianuarie 1962. Acesta este unul dintre cele două episoade care au fost filmate în timpul sezonului doi, dar au fost păstrate pentru difuzare ca părți ale sezonului trei, celălalt fiind „The Grave”.

## Prezentare

### Introducere
| “ | O bătrână care trăiește un coșmar, o bătrână care a înfruntat moartea în mii de lupte și a ieșit mereu învingătoare. Acum se confruntă cu o decizie sumbră - dacă să deschidă sau nu ușa. Și într-un mod ciudat și înfricoșător, știe că această ușă aparent obișnuită duce spre Zona crepusculară. | ” |

### Intriga
Wanda Dunn, o femeie fragilă și în vârstă, se ghemuiește într-un apartament întunecat situat în subsolul unei clădiri abandonate. Aceasta este trezită de o altercație în care Harold Beldon, un tânăr agent de poliție, este împușcat și se prăbușește în fața ușii sale. Polițistul muribund îi cere ajutorul, însă aceasta se teme că el este „Domnul Moarte” și încearcă să o păcălească pentru a-l lăsa să intre în locuință. Bătrâna nu are telefon să cheme un medic, însă acesta o imploră încontinuu să-l ajute, iar ea cedează în cele din urmă. Este ușurată când îl atinge și nu moare, fapt care o convinge că nu este Moartea. Îl ajută să intre în casă și îi explică că reticența sa este cauzată de momentul în care a văzut cum Moartea - sub forma unui om - a luat viața unei bătrâne doar printr-o atingere și de atunci l-a întâlnit de mai multe ori sub diferite chipuri. Prin urmare, nu și-a părăsit case de ani de zile, preferând să trăiască nefericită decât să nu trăiască deloc.
Un bărbat bate la ușa sa, iar Harold o convinge pe Wanda să-i răspundă. Acesta forțează ușa, moment în care bătrâna speriată își pierde cunoștința. Când își revine, bărbatul îi cere scuze, explicându-i că este antreprenor însărcinat cu demolarea clădirii pe parcursul următoarei ore. Explicarea rolului său reprezintă o alegorie pentru moarte ca parte a ciclului vieții. Acesta încearcă să o convingă că munca sa este atât necesară, cât și bună, deoarece clădirea nu mai este adecvată pentru ședere, iar demolarea sa face loc unor locuințe noi. Antreprenorul menționează cu fermitate că a fost înștiințată de acest lucru, iar dacă nu va pleca, va chema poliția să o evacueze. Bătrâna îi cere ajutorul lui Harold, însă antreprenorul nu-l vede și pleacă să anunțe autoritățile.
Wanda conștientizează în următoarea clipă că Harold este Moartea. Acesta îi spune că a înscenat întreaga situație pentru a-i câștiga încrederea și a o convinge că nu-i dorește răul. Wanda continuă să spună că nu vrea să moară. Harold o asigură că nu trebuie să fie speriată și, în cele din urmă, o convinge să-i dea mâna. În următorul moment, aceasta se trezește în picioare lângă propriul ei trup neînsuflețit. Wanda și Harold trec braț la braț pragul, urcă scările, afară în lumina soarelui.

### Concluzie
| “ | A fost odată o bătrână care locuia într-o cameră. Și, la fel ca noi toți, era speriată de întuneric. Dar a descoperit ultimul minut al vieții sale că întunericul ascunde ceea ce era deja prezent în lumină. Lecție pragmatică pentru cei mai înspăimântați dintre noi prezenți înăuntrul sau în afara Zonei crepusculare. | ” |

## Distribuție
- Gladys Cooper - Wanda Dunn
- Robert Redford - Harold Beldon
- RG Armstrong - Antreprenor